# Бардзини, Луиджи (1874)
Луи́джи Бардзи́ни (итал. Luigi Barzini; 7 февраля 1874 — 6 сентября 1947) — итальянский журналист и военный корреспондент. Отец журналиста и политического деятеля, члена Палаты депутатов с 1958 по 1968 годы Луиджи Бардзини-младшего.

## Биография
Родился в Орвието. В 1898 году начал профессионально заниматься журналистикой. Сперва работал в нескольких мелких итальянских журналах, но уже очень скоро его заметил Луиджи Альбертини, тогдашний директор Corriere della Sera, одной из самых авторитетных итальянских газет, и нанял Бардзини к себе. В 1900 году он был направлен в качестве военного корреспондента в Китай, где стал свидетелем Боксёрского восстания и зарекомендовал себя как профессионал, способный получать информацию из первых рук. Во время Русско-японской войны 1904—1905 годов Бардзини находился при войсках Императорской армии Японии и писал репортажи о её военной компании в Маньчжурии.

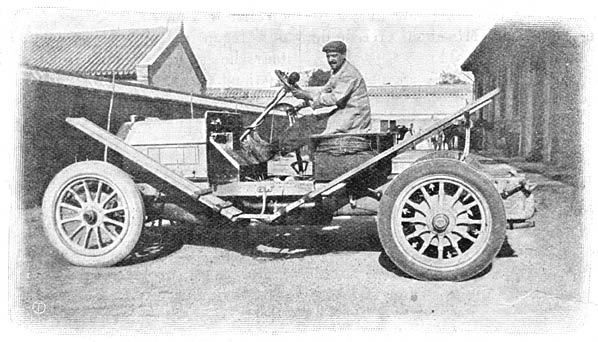
Машина Итала

По-прежнему будучи сотрудником Corriere della Sera, в 1907 году Бардзини сопровождал принца Шипионе Боргезе в знаменитом Ралли Пекин — Париж. Принц одержал победу на своём автомобиле Итала, на котором он проездил два месяца по просторам Китая и Сибири. Путь его пролегал через регионы, населённые людьми, которые дотоле никогда не видели машину. Об этом приключении Бардзини составил мемуары, дополненные сотнями фотографий: его книга под названием Ралли Пекин — Париж была впервые опубликована в 1908 году и затем была переведена на одиннадцать языков: это был «публицистический рейд» — так гордый итальянский журналист отметил в предисловии к своей книге.
Во время Первой Мировой Войны, Бардзини был официальным корреспондентом с итальянской армии; рассказ о его опыте было опубликовано в войне иллюстрированные. В 1921 году, Бардзини покинул «Коррьере Делла Сера» и переехал в США, где он руководил итало-американской газете Коррьере д'Америка с 1923 по возвращении в Италию в 1931 году. В 1932 году он стал директором Иль Маттино, но в 1933 году потерял свой пост, когда Муссолини ошибочно считали его автором критической статьи появились во французской прессе. Недоразумение вскоре разрешилось, но Бардзини не имели еще шансы, чтобы направить газету. После выдвижения в качестве сенатора, он продолжал работать как корреспондент фашистской газеты Иль Пополо д'Италия, охватывающий испанской Гражданской войны и российского вторжения.

### Бардзини и фашизм
Бардзини имел профашистские симпатии ещё до прихода к власти Муссолини. Он поставил свою подпись в Манифесте фашистской интеллигенции в 1925 году. В 1934 году стал сенатором, был членом Комиссии по делам Вооруженных Сил (17 апреля 1939 – 11 февраля 1941), Комитета по вопросам иностранных дел, торговли и таможенного законодательства (31 декабря 1941 – 12 февраля 1943 и с 16 июня по 5 августа 1943), Комитета по делам итальянской Африки (15 апреля 1942 – 16 июня 1943) и Совета финансов (12 февраля – 16 июня 1943). Продолжал сотрудничать с Муссолини при режиме Итальянской социальной республики, где руководил правительственным пресс-агентством Agenzia Stefani. В 1945 году был осуждён за причастность к фашистскому режиму и получил запрет заниматься профессией журналиста.

### Смерть. Семья
Бардзини умер в нищете в Милане в 1947 году. Его сын Луиджи Бардзини-младший был также журналистом и писателем. Другой его сын, Этторе, присоединился китальянскому движению Сопротивления, был арестован в 1943 году и отправлен в концлагерь в Германию, где и умер в 1945 году, несмотря на все попытки его отца сохранить ему жизнь.

## Сочинения
- Nell'estremo oriente. Milano, Libreria Editrice Nazionale, 1904
- Il Giappone in armi. Milano, Libreria Editrice Lombarda, 1906
- Guerra Russo-Giapponese. La battaglia di Mukden, 1907
- La metà del mondo vista da un automobile – da Pechino a Parigi in 60 giorni, prima edizione. Milano, Ulrico Hoepli Editore, 1908
- Scene della grande guerra, 1915
- Al Fronte, 1915
- La guerra d'Italia. Sui monti, nel cielo e nel mare, 1916
- La guerra d'Italia. Dal Trentino al Carso, 1917
- Impressioni boreali, 1921
- Dall'impero del Mikado all'impero dello Zar, 1935
- Sotto la tenda, 1935
- U.R.S.S. L'impero del lavoro forzato, Ulrico Hoepli Editore, 1938
- Evasione in Mongolia, 1939
- Wu Wang ed altre genti, 1941
- Roosevelt e la guerra all'Inghilterra. Commenti e spiegazioni, Mondadori, 1942

## Награды
- Командор Ордена короны Италии, 17 февраля 1924
- Гранд-офицер Ордена короны Италии, 16 апреля 1925
- Гранд-офицер Колониального Ордена звезды Италии
- Кавалер ордена Почётного легиона (Франция)
- Военный крест
- Бронзовая медаль за воинскую доблесть